# Перегляд Сполученим Королівством членства в Європейському Союзі (2015–2016)
Перегляд Сполученим Королівством членства в Європейському Союзі у 2015–2016 роках був нереалізованим необов’язковим пакетом змін до умов членства Сполученого Королівства в Європейському Союзі (ЄС) як держава-члена та змін до правил ЄС, які вперше були запропоновані прем'єр-міністром Девідом Кемероном у січні 2013 року, а переговори розпочалися влітку 2015 року після результатів загальних виборів у Сполученому Королівстві. Пакет був узгоджений Президентом Європейської Ради Дональдом Туском і схвалений лідерами ЄС усіх 27 інших країн на сесії Європейської Ради в Брюсселі 18–19 лютого 2016 року між Сполученим Королівством та рештою Європейського Союзу. Зміни мали набути чинности після голосуванні на внутрішньому референдумі у Сполученому Королівстві в червні 2016 року, після чого відповідні законодавчі пропозиції мали бути представлені Європейською комісією. Через результати референдуму, на якому 51,9% проти 48,1% виборців проголосували за вихід із ЄС, зміни так і не були впроваджені, а згодом Сполучене Королівство вийшло з Європейського Союзу в січні 2020 року.
Переглянуті умови стали доповненням до вже існуючого права на неучасть Сполученого Королівства від членства в Європейському Союзі та британської знижки. Зміни були юридично обов'язковими, оскільки наміри та заяви лідерів ЄС були закріплені в міжнародному договорі. Впровадження деяких змін вимагало б прийняття закону Європейським парламентом або зміни договорів у межах ЄС, тому деталі могли змінитися, хоча Європейській комісії чи Європейському парламенту було б важко прямо кинути виклик національним урядам.
Після того, як угода була схвалена, Кемерон описав її як надання Сполученому Королівству «особливого статусу в Європейському Союзі» і негайно заявив, що і він, і уряд Сполученого Королівства будуть проводити кампанію за «залишитися» на референдумі в рамках «реформованого Європейського Союзу». Наступного дня, після спеціального засідання кабінету міністрів, Кемерон оголосив, що виїзний референдум буде проведено 23 червня 2016 року відповідно до положень Закону про референдум Європейського Союзу 2015 року, який вже був погоджений британським парламентом.
23 червня 2016 року Сполучене Королівство при загальнонаціональній явці 72% виборців проголосувало 51,9% проти 48,1% за вихід з Європейського Союзу та опосередковано відхилило умови нової угоди. Результат викликав низку різних реакцій на міжнародному рівні та розпочав процес виходу із застосування статті 50 Договору про Європейський Союз 29 березня 2017 року; після трьох подовжень процесу статті 50, 31 січня 2020 року о 23:00 GMT відповідно до результатів референдуму Сполучене Королівство стало першою державою-членом ЄС, яка офіційно вийшла з блоку, завершивши 47 років членства.

## Аварійне гальмо
Так званий «механізм екстреного гальмування» дозволив би країнам-членам обмежити доступ нових іммігрантів до ЄС до пільг на роботі. Для цього потрібна була б згода Європейського парламенту, а Сполучене Королівство потребувало б згоди більшості інших урядів через схвалення в Раді закордонних справ (держав-членів).
Згідно з існуючими правилами, інші громадяни ЄС можуть претендувати на більшість тих же пільг, що й громадяни Великобританії. Деякі пільги підлягали тестуванню на «Право на проживання»,  на яке громадяни ЄС майже напевно мали право. Більшість пільг також вимагають постійного проживання[, що означає, що для більшості громадян ЄС їм доведеться чекати три місяці, перш ніж подати заявку на допомогу шукачам роботи, допомогу на дитину або податковий кредит на дитину.
За умов екстреного гальмування (яке спершу потрібно було встановити в законодавстві ЄС) Європейська рада (голів національних урядів) могла дозволити країні, яка переживає потоки мігрантів «виняткового масштабу», обмежити пільги для нових мігрантів. протягом чотирьох років (причому мігранти починали без прав, а потім поступово отримували права на пільги). Ці обмеження можуть діяти протягом семи років, але використовувати їх можна лише один раз. У цьому випадку «встановлений законодавством ЄС » означає, що Комісія ЄС пропонує проект законодавства для затвердження Європейським парламентом Згодом країни-члени могли запросити та застосувати його до мігрантів досить швидко, причому Комісія вже висловила, що, на їхню думку, Сполучене Королівство буде виправдано робити це.

## «Червона картка»
«Червона картка» дозволила б члену Ради Європейського Союзу за підтримки 15 інших членів повернути рекомендацію до Європейського Парламенту для подальших змін. Це не вето, оскільки політики ЄС все одно могли б продовжити роботу, якщо вважатимуть, що вони врахували занепокоєння, викликані «червоною карткою», яка названа так на честь штрафної картки, що використовується у футболі.
Кемерон підтримав «червону картку» як засіб підтримки принципу субсидіарності ЄС, який, на його думку, не був повністю реалізований. Таким чином, «червона картка» призначена для груп країн, щоб блокувати або реформувати правила ЄС, якщо вони вважають, що це їх робота, а не ЄС, приймати закони з певного питання. «Червона картка» приєдналася б до існуючої «жовтої картки» (яка була активована двічі) та «помаранчевої картки» (яка ніколи не використовувалася). Використання «червоної картки» вимагало б підтримки 55% урядів у раді, що трохи менше, ніж потрібно для схвалення директив, тобто 55% усіх країн і голосів, які представляють 65% населення ЄС.

## Депортація мігрантів з ЄС
Вільне пересування людей є важливим принципом Європейського Союзу і закріплене в первинному праві в договорах. Угода з ЄС дещо змінила б правила вільного пересування, щоб полегшити країнам депортацію мігрантів з інших країн ЄС. Це було б досягнуто шляхом «посилення» винятків із загального правила, згідно з яким громадяни ЄС можуть жити і працювати в ЄС там, де вони хочуть.
Національні уряди мали б ретельно обмежену можливість обмежувати вільне пересування людей по ЄС. Як тільки громадянин проживає в іншій країні ЄС, поріг підстав для місцевого уряду виселити його стає все вищим. Зміни, заплановані в угоді з ЄС, були тонкими змінами формулювання, щоб дозволити урядам брати до уваги те, де поведінка мігрантів «імовірно» представляє загрозу, а не те, що вона «так», і дозволили б урядам більше враховувати минулу поведінку людини, а не лише її теперішню поведінку.

## Допомога на дітей
Угода не внесла б жодних змін до принципу, що допомога на дітей повинна виплачуватися громадянам незалежно від того, де проживають їхні діти. Однак після підписання угоди уряди мали б змогу коригувати виплати, які вони здійснюють, відповідно до рівня життя в країні, де проживає дитина, та розміру допомоги на дитину, який зазвичай виплачується в цій країні.
Хоча багато людей ставили під сумнів ідею виплати допомоги на дітей, які живуть в інших країнах, це є логічним наслідком принципу ЄС щодо недискримінації, оскільки мігранти мають більшу ймовірність народжувати дітей в іншій країні, а отже, дискриміновані через обмеження цих переваг. Якби зміни до законодавства були прийняті, щоб відобразити цю узгоджену зміну, Суд мав би з’ясувати, чи є вони законними, чи є якісь непередбачені наслідки, якщо їх згодом оскаржили.

## «Все тісніший союз»
В угоді з ЄС була заява про звільнення Сполученого Королівства від «щодалі тіснішого союзу». Точне формулювання прагнення, яке було в преамбулі засновницького договору ЄС, і кожного договору з того часу, є «щодалі тіснішим союзом народів [Європи]». Фраза має символічний політичний статус, але вона не має юридичної сили або не має жодної юридичної сили в жодному з договорів, тому звільнення Сполученого Королівства від неї є настільки ж символічним. В угоді прямо сказано, що наявність в договорах фрази про «щодалі тісніший союз» сама по собі не надає ЄС жодних конкретних повноважень чи повноважень.

## Сполучене Королівство та єврозона
Угода ЄС намагалася запевнити країни, що не входять до єврозони, зокрема Сполучене Королівство, що рішення не ухвалюватимуться на користь членів єврозони, а не на їхню користь. Для країн, які не є членами єврозони, існувала б система заперечень проти ухвалення правил, які можуть їм зашкодити, але вона не давала б їм законного права відмовитися від їхнього виконання. Однак законодавство ЄС вже забороняє дискримінацію, тому це був би лише додатковий захист.
Разом із Данією, Сполучене Королівство відмовилася від деяких положень Маастрихтського договору 1992 року, що означає, що технічно вони не були зобов’язані приєднатися до євро.
До цієї угоди з ЄС існувало занепокоєння, що члени єврозони можуть обговорювати питання ЄС і єдиного ринку окремо від ширшого членства і, отже, прийти до угоди, яку вони теоретично могли б нав’язати країнам, які не входять до єврозони. У Раді члени єврозони матимуть достатню більшість, щоб ухвалювати директиви, якщо вони того бажають, хоча ці пропозиції повинні були б спочатку бути запропоновані та розроблені Комісією, а також схвалені Європейським парламентом.
Крім спеціальної заборони такої дискримінації, він також містив заяву про наміри, що будь-які заходи щодо «економічного та валютного союзу» будуть добровільними для країн, що не входять до єврозони, і що ці країни не будуть перешкоджати таким заходам для тих, хто в єврозона. Наприклад, від країн, що не входять до єврозони, не вимагатиметься робити внески в допомогу країнам єврозони.

## Обмеження права на проживання членів сім'ї
Європейська Рада мала намір висунути законодавство, щоб змінити законодавство ЄС, щоб обмежити можливість громадянина, що не є громадянином ЄС, отримати право жити та працювати будь-де в ЄС (включаючи Сполучене Королівство), ставши дружиною громадянина ЄС. Це питання було предметом розгляду в Суді Справедливости, який постановив, що європейське право має пріоритет над будь-якими обмеженнями, встановленими національним законодавством країни-члена. Очікувалося, що ця запропонована зміна закону приведе законодавство ЄС у більшу відповідність до бажаних обмежень деяких держав-членів.
Ця запропонована зміна закону не мала на меті боротися з навмисними порушеннями імміграційної політики (фіктивні шлюби), для яких існують існуючі інструменти.

## Правовий статус і правозастосування
Угода ЄС відповідала б міжнародному праву, оскільки вона була укладена главами європейських урядів, які діють поза структурою ЄС. Сполучене Королівство мало намір зареєструвати її в ООН як таку. Це означало б, що заяви та наміри, зроблені в ньому, не можуть бути оскаржені в Суді Європейського Союзу. Однак певні його аспекти потребувували б змін у договорі всередині ЄС, щоб стати частиною права ЄС. Європейська комісія вже вказала  свій намір винести законодавчі вимоги на розгляд Ради ЄС та Європейського парламенту. Кемерон заявив, що подав документи до ООН.

## Результат
27 червня 2016 року Девід Кемерон у своєму виступі в Палаті громад щодо результатів референдуму про вихід з Європейського Союзу заявив: «Угода, укладена в лютому цього року, буде скасована і почнеться процес виходу з ЄС з новим прем'єр-міністром».
| Резюме                          | Вимоги до затвердження | Вимоги до затвердження | Вимоги до затвердження | Реалізація та забезпечення виконання   | Реалізація та забезпечення виконання |
| ------------------------------- | ---------------------- | ---------------------- | ---------------------- | -------------------------------------- | ------------------------------------ |
| Переоформлена площа             | Комісія ЄС             | Рада ЄС                | Парламент ЄС           | Умови реалізації                       | Вид права                            |
| Все тісніший союз               |                        |                        |                        | Залишається голос і Договір            | Міжнародне право                     |
| Червона картка                  |                        |                        |                        | Залишається голосувати                 | Міжнародне право                     |
| Захист для країн поза єврозоною |                        | Так                    |                        | Залишилося голосувати, правила змінено | Право ЄС                             |
| Допомога на дітей               | Так                    | Так                    | Так                    | Законодавство                          | Право ЄС                             |
| Привезти сім'ю до ЄС            | Так                    | Так                    | Так                    | Законодавство                          | Право ЄС                             |
| Вільний рух                     | Так                    | Так                    | Так                    | Законодавство                          | Право ЄС                             |
| «Аварійне гальмо»               | Так                    | так                    | Так                    | Законодавство                          | Право ЄС                             |